# Az ígéret (televíziós sorozat)
Az ígéret (eredeti cím: Yemin) 2019 és 2022 között vetített török drámasorozat, melyet Hakan Arslan és Reyhan Pekar rendezett. A forgatókönyvet Nazmiya Yılmaz írta. A főszerepekben Özge Yağız, Gökberk Demirci, Yağmur Şahbazova, Can Verel és Cansu Tuman láthatók.
Törökországban 2019. február 18-a és 2022. október 9-e között volt látható a Kanal 7-n. Magyarországon az első évadot 2021. január 4-e és 2021. június 1. között mutatta be az RTL Klub. A tovabbi évadok vetítésétt nem kezdte el az RTL (Magyarország) alacsony nézetség miatt úgy mint az Egy csodálatos asszony  az Elif – A szeretet útján és az Az örökség ára című sorozatokat is

## Cselekmény
Hikmet Isztambulba hozzá unokahúgát, Reyhant, hogy az elkényeztetett fia, Emir feleségül vegye. Reyhan nem akar házasságot kötni, de végül belemegy a nagybátyja kedvéért. Emir sem akart házasodni, de az apja rákényszeríti. Megesküdik, hogy ha rosszul bánik Reyhannel, maga válik el tőle. Emir és édesanyja, Cavidan rosszul bánik Reyhannal. Egy idő után dolgok megváltoznak, Reyhan és Emir megszerették egymást.

## Szereplők
| Szereplő       | Színész              | Magyar hang            |
| -------------- | -------------------- | ---------------------- |
| Reyhan Tarhun  | Özge Yağız           | Gyöngy Zsuzsa          |
| Emir Tarhun    | Gökberk Demirci      | Szatory Dávid          |
| Kemal Tarhun   | Can Verel            | Viczián Ottó           |
| Leyla          | Munise Özlem         | Pánics Lilla           |
| Hikmet Tarhun  | Berkant Müftüler     | Petridisz Hrisztosz    |
| Cavidan Tarhun | Gül Arcan            | Farkasinszky Edit      |
| Masal Tarhun   | Cansın Mina Gür      | Prokópius Maja         |
| Cemre          | Ceyda Olguner        | Németh Borbála         |
| Suna Tarhun    | Sıla Türkoğlu        | Laudon Andrea          |
| Zafer          | Ali Dereli           | Czető Roland           |
| Şehriye        | Derya Kurtuluş Oktar | Halász Aranka          |
| Süheyla        | Tuğçe Ersoy          | Kiss Eszter            |
| Talaz          | Mustafa Şimşek       | Csuha Lajos            |
| Taci           | Can Çaglar           | Czető Ádám             |
| Sefer          | Barış Gürses         | Horváth-Töreki Gergely |
| Nigar          | Yağmur Akdağ         | Sipos Eszter Anna      |
| Melike         | Esra Çoban           | Bertalan Ágnes         |
| Yonca          | Tuğgül Küçükoglu     | Molnár Ilona           |
| Zeynep         | Balım Gaye Bayrak    | Gyarmati Laura         |

## Évados áttekintés
| Évad | Évad | Epizódok | Epizódok | Eredeti sugárzás     | Eredeti sugárzás | Eredeti sugárzás | Magyar sugárzás | Magyar sugárzás | Magyar sugárzás |
| Évad | Évad | Török    | Magyar   | Évadpremier          | Évadfinálé       | Eredeti adó      | Évadpremier     | Évadfinálé      | Magyar adó      |
| ---- | ---- | -------- | -------- | -------------------- | ---------------- | ---------------- | --------------- | --------------- | --------------- |
|      | 1.   | 70       | 103      | 2019. február 18.    | 2019. május 31.  | Kanal 7          | 2021. január 4. | 2021. június 1. | RTL Klub        |
|      | 2.   | 175      |          | 2019. szeptember 9.  | 2020. május 8.   | Kanal 7          | TBA             | TBA             |                 |
|      | 3.   | 105      |          | 2020. szeptember 7.  | 2021. június 27. | Kanal 7          | TBA             | TBA             |                 |
|      | 4.   | 153      |          | 2021. szeptember 17. | 2022. október 9. | Kanal 7          | TBA             | TBA             |                 |